# Sanktuarium św. Maksymiliana Marii Kolbe w Lubinie
Sanktuarium św. Maksymiliana w Lubinie – kościół parafialny parafii pw. św. Maksymiliana Marii Kolbego w Lubinie, w dekanacie Lubin Wschód należącym do diecezji legnickiej.

## Historia

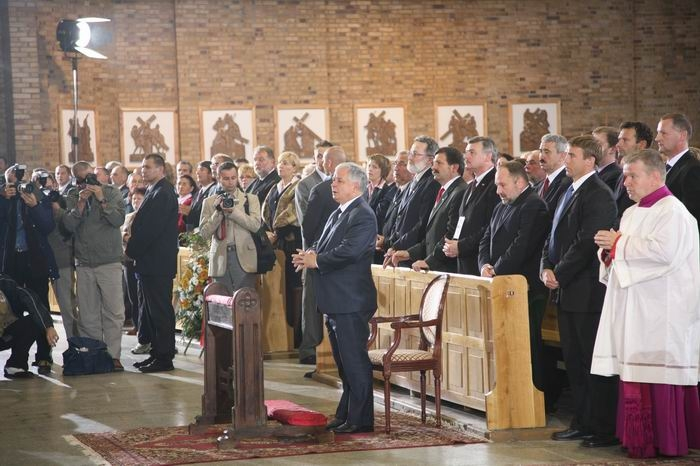
Msza św. z udziałem Lecha Kaczyńskiego

Parafia została powołana do życia 12 czerwca 1981 r. dekretem erekcyjnym, który wszedł w życie 29 czerwca 1981 r. Już 5 lipca 1981 r. odbyła się pierwsza msza pod gołym niebem. Natomiast 29 listopada 1981 r. ziemia pod budowę kościoła została uroczyście poświęcona przez księdza arcybiskupa-prymasa Polski Józefa Glempa. Na przełomie marca i kwietnia 1982 r. rozpoczęto wykopy pod budowę świątyni. 21 czerwca 1983 r. we Wrocławiu, papież Jan Paweł II, poświęcił kamień węgielny z Niepokalanowa, który w dniu 6 grudnia 1986 r. wraz z aktem erekcyjnym został wmurowany w ścianę kaplicy głównej przez arcybiskupa metropolitę wrocławskiego ks. kardynała Henryka Gulbinowicza. Pierwsze nabożeństwo odprawiono w kaplicy „dolnej” 6 maja 1984 r., a uroczystej konsekracji świątyni dokonał 24 października 1999 r. biskup legnicki Tadeusz Rybak. 28 października 2023 roku świątynia została podniesiona do godności Sanktuarium św. Maksymiliana Marii Kolbe w Lubinie.

## Architektura
Monumentalna świątynia jest dwukondygnacyjna. Na poziomie sutereny znajduje się mała kaplica i inne pomieszczenia parafialne. Natomiast główna kaplica znajduje się na wysokim parterze. Jest ona jednonawowa o charakterze halowym. Nad jej wejściem znajduje się chór do którego prowadzą schody dwubiegowe powrotne, znajdujące się po prawej stronie od wejścia. Chór wsparty jest podwójną kolumnadą.  Kaplice pokrywa strop kasetonowy. Długie i wąskie okna witrażowe przedstawiają prosty motyw kwiatowy.
Portal kościoła jest znacznie wysunięty od fasady. Do wnętrza prowadzą potrójne drzwi dwuskrzydłowe. Ściany okładane są cegłą o wątku polskim (gotyckim). Świątynia skierowana jest na południe. Od strony zachodniej znajduje się wejście boczne do głównej kaplicy z podjazdem dla wózków. Elewacja zachodnia wsparta jest licznymi lizenami. Wschodnia natomiast urozmaicona jest ryzalitami narożnymi i środkowymi. Ta część budowli to pomieszczenia zamieszkane przez księży. Kościół pokrywa dach dwuspadowy.
Powierzchnia zabudowy świątyni to 2550 m², kubatura to 49 tys. m³. Wielkością przewyższa wrocławską katedrę pw. św. Jana.

### Dzwonnica
Obok kościoła stoi żelbetonowa dzwonnica o wysokości 34 m, na której znajdują się trzy spiżowe dzwony: „Maksymilian” o wadze 305 kg, „Niepokalana” – 700 kg i „Jan Paweł II” – 1300 kg.

## Wyposażenie
W centralnej części nad prezbiterium umieszczona jest monumentalna rzeźba (ok. 6 m) przedstawiająca Jezusa Chrystusa na krzyżu. Po lewej stronie prezbiterium w niszy stoi drewniana rzeźba św. Marii, a po prawej rzeźba Maksymiliana Kolbego. Obie rzeźby są naturalnych rozmiarów. Po prawej stronie od wejścia, na ścianie bocznej wmurowany jest wcześniej wspomniany kamień z Niepokalanowa.